# Joe Crawford (basket-ball)
Ne doit pas être confondu avec Joe Crawford (arbitre).
Joseph Reshard « Joe » Crawford II, né le 17 juin 1986 à Détroit, dans le Michigan, est un joueur américain de basket-ball. Il évolue aux postes d'arrière et d'ailier. Il est le frère du basketteur Jordan Crawford.